# Szelevény megállóhely
Szelevény megállóhely egy Jász-Nagykun-Szolnok vármegyei vasúti megállóhely Szelevény településen, a MÁV üzemeltetésében. A község belterületétől északra helyezkedik el, közúti elérését a 4511-es útból kiágazó 45 112-es út teszi lehetővé.

## Vasútvonalak
A megállóhelyet az alábbi vasútvonalak érintik:
- Kiskunfélegyháza–Kunszentmárton-vasútvonal

## Kapcsolódó állomások
A megállóhelyhez az alábbi állomások vannak a legközelebb:
- Csépa megállóhely
- Kunszentmárton vasútállomás

## Forgalom
| Járat        | Útvonal | Gyakoriság   |
| ------------ | --- | ------------ |
| személyvonat | Kiskunfélegyháza – Petőfiváros – Kismindszenti út – Borsihalom – Tiszaalpár alsó – Tiszaalpár – Tiszaalpár felső – Tőserdő – Árpádszállás – Lakitelek – Tiszaug-Tiszahídfő – Tiszaug – Tiszasas – Csépa – Szelevény – Kunszentmárton – Nagytőke – Szentes | Napi 2-3 pár |